# Лазарівська сільська рада (Коростишівський район)
Лазарівська сільська рада (до 1954 року — Хутір-Лазарівська сільська рада, Хуторо-Лазарівська сільська рада) — колишня адміністративно-територіальна одиниця та орган місцевого самоврядування у Коростишівському районі Київської та Житомирської областей Української РСР з адміністративним центром у селі Лазарівка.

## Населені пункти
Сільській раді на час ліквідації були підпорядковані населені пункти:
- с. Антонівка
- с. Браженець
- с. Красилівка
- с. Лазарівка
- с. Царівка

## Історія та адміністративний устрій
Створена 1923 року як Хутір-Лазарівська сільська рада, в складі хуторів Калинівка, Лазарівський (згодом — Хутір-Лазарівський, Лазарівка) та Оріхово Кочерівської волості Радомисльського повіту Київської губернії. 16 січня 1923 року раду ліквідовано, територію та населені пункти приєднано до складу Приворітської сільської ради.
Відновлена 23 серпня 1934 року, відповідно до постанови Президії ВУЦВК від 8 серпня 1934 року «Про утворення в складі Коростишівського району Лазарівської сільради», в складі хуторів Березова Гать, Костянтинівка Вільнянської сільської ради та Браженець і Хутір-Лазарівський Приворітської сільської ради Брусилівського району з одночасною передачею сільської ради до складу Коростишівського району Житомирської області. Станом на 1 жовтня 1941 року в підпорядкуванні ради значаться села Антонівка і Красилівка, хутори Березова Гать та Костянтинівка не перебувають на обліку населених пунктів.
Станом на 1 вересня 1946 року сільська рада входила до складу Коростишівського району Житомирської області, на обліку в раді перебували села Антонівка, Браженець та Хутір-Лазарівка.
11 серпня 1954 року, відповідно до указу Президії Верховної ради Української РСР «Про укрупнення сільських рад по Житомирській області», до складу ради приєднано с. Царівка ліквідованої Царівської сільської ради Коростишівського району, сільську раду перейменовано на Лазарівську.
Ліквідована 11 січня 1960 року, відповідно до рішення Житомирського облвиконкому № 2 «Про зміни в адміністративно-територіальному поділі сільських рад в районах області», села Антонівка, Браженець, Красилівка та Лазарівка передані Дубовецькій сільській раді, с. Царівка — Козіївській сільській раді Коростишівського району Житомирської області.